# Władimir Wasiljew (zapaśnik)
Władimir Wasiljew (ukr. Владимир Васильев; ur. 5 października 1990) – ukraiński zapaśnik startujący w stylu klasycznym. Zajął czternaste miejsce na mistrzostwach Europy w 2014. Szósty w Pucharze Świata w 2017 roku.